# Табо Мнгомені
Табо Мнгомені (англ. Thabo Mngomeni, нар. 26 червня 1969) — південноафриканський футболіст, що грав на позиції півзахисника.
Виступав, зокрема, за клуби «Кейптаун Сперс» та «Орландо Пайретс», а також національну збірну ПАР.

## Клубна кар'єра
У дорослому футболі дебютував 1990 року виступами за команду «Кейптаун Сперс», в якій провів чотири сезони, взявши участь у 67 матчах чемпіонату. Більшість часу, проведеного у складі «Кейптаун Сперс», був основним гравцем команди. Також на правах оренди грав за «Д'Альбертон Келліс» та «Меннінг Рейнджерс».
У 1994 році він перейшов в команду «Умтата Буш Бакс» з міста Умтата, а в 1998 році — в «Орландо Пайретс», з яким в 2001 році вперше став чемпіоном ПАР. Закінчував свою ігрову кар'єру в 2002 році в клубі «Гелленік» з Кейптауна.

## Виступи за збірну
3 жовтня 1998 року, у віці 29 років, Табо дебютував у складі національної збірної ПАР, вийшовши на заміну в домашньому матчі відбіркового турніру Кубка африканських націй 2000 року проти збірної Анголи. 5 червня 1999 року він забив свій перший гол за ПАР, відзначившись в домашній грі з Маврикієм в рамках того ж турніру.
У складі збірної був учасником Кубка африканських націй 2000 року у Гані та Нігерії, на якому команда здобула бронзові нагороди, провівши два матчі: групового етапу з Алжиром і півфіналу з Нігерією.
Через два роки поїхав на наступний континентальний турнір, Кубок африканських націй 2002 року у Малі, провівши всі чотири матчі своєї команди на турнірі: групового етапу з Буркіна-Фасо, Ганою, Марокко і чвертьфіналу з Малі. У поєдинку з марокканцями він забив гол.
Влітку того ж року поїхав на чемпіонат світу 2002 року в Японії і Південній Кореї, але на полі в рамках першості так і не вийшов і за збірну в подальшому не грав. Всього протягом кар'єри у національній команді, яка тривала 5 років, провів у формі головної команди країни 37 матчів, забивши 6 голів.

## Досягнення
- Чемпіон ПАР: 2000/01
- Бронзовий призер Кубка африканських націй: 2000